# Pescara Calcio 2000-2001
Questa pagina raccoglie le informazioni riguardanti il Pescara Calcio nelle competizioni ufficiali della stagione 2000-2001.

## Stagione
Nella stagione 2000-2001 il Pescara disputa il campionato di Serie B, raccoglie 22 punti con l'ultimo posto in classifica, retrocedendo in Serie C1. La prima stagione del nuovo millennio per il Pescara è una stagione da dimenticare in fretta. Non è bastato l'ennesimo ritorno in panchina di Giovanni Galeone, né quello di Delio Rossi, primo sostituito e poi richiamato, ad evitare l'ultimo posto, con soli 11 punti raccolti, tanto nel girone di andata ché nel ritorno, e la conseguente retrocessione in Serie C1. Nella Coppa Italia il Pescara disputa il girone 6 del turno preliminare, vinto dal Venezia, chiuso al secondo posto imbattuto, con due pareggi ed una vittoria.

## Maglie e Sponsor
La prima maglia è quella tradizionale bianco e azzurra a strisce verticali, i calzoncini sono bianchi con banda azzurra ed i calzettoni sono bianchi con risvolti azzurri. La seconda maglia classica è quella gialla, con calzoncini gialli con banda azzurra e calzettoni gialli, e con risvolti azzurri. Lo sponsor di questa stagione 2000-2001 è la GIS Gelati, mentre lo Sponsor tecnico è Puma.

## Rosa
| N. |                    | Ruolo | Calciatore            |
| -- | ------------------ | ----- | --------------------- |
| 1  | Italia (bandiera)  | P     | Paolo Bordoni         |
| 2  | Italia (bandiera)  | D     | Daniele Gregori       |
| 3  | Italia (bandiera)  | D     | Mirco Sadotti         |
| 4  | Italia (bandiera)  | D     | Paolo Rachini         |
| 4  | Italia (bandiera)  | C     | Fabrizio Caracciolo   |
| 5  | Italia (bandiera)  | C     | Davide Ruscitti       |
| 6  | Italia (bandiera)  | D     | Alessandro Sbrizzo    |
| 6  | Italia (bandiera)  | D     | Alessandro Zoppetti   |
| 7  | Italia (bandiera)  | C     | Ivan Tisci            |
| 8  | Italia (bandiera)  | D     | Tiziano Mucciante     |
| 9  | Italia (bandiera)  | A     | Vincenzo Palumbo      |
| 9  | Italia (bandiera)  | A     | Mauro Esposito        |
| 10 | Italia (bandiera)  | A     | Federico Giampaolo    |
| 11 | Croazia (bandiera) | A     | Dragan Vukoja         |
| 11 | Italia (bandiera)  | C     | Stefano Romano        |
| 12 | Italia (bandiera)  | P     | Davide Circello       |
| 14 | Italia (bandiera)  | D     | Andrea Da Rold        |
| 15 | Italia (bandiera)  | D     | Francesco Galeoto     |
| 16 | Italia (bandiera)  | C     | Marcello Fiorentini   |
| 16 | Italia (bandiera)  | C     | Tiziano De Patre      |
| 18 | Italia (bandiera)  | C     | Massimiliano Giacobbo |
| 19 | Italia (bandiera)  | A     | Andrea Tacconelli     |
| 20 | Italia (bandiera)  | C     | Roberto D'Aversa      |

| N. |                   | Ruolo | Calciatore            |
| -- | ----------------- | ----- | --------------------- |
| 20 | Italia (bandiera) | D     | Paolo Annoni          |
| 21 | Italia (bandiera) | D     | Juriy Cannarsa        |
| 21 | Italia (bandiera) | C     | Ottavio Palladini     |
| 22 | Italia (bandiera) | P     | Domenico Cecere       |
| 22 | Italia (bandiera) | D     | Marco Pomante         |
| 23 | Italia (bandiera) | C     | Salvatore Sullo       |
| 23 | Italia (bandiera) | C     | Daniele Croce         |
| 24 | Italia (bandiera) | D     | Michele Zanutta       |
| 25 | Italia (bandiera) | D     | Francesco D'Addazio   |
| 26 | Italia (bandiera) | P     | Maurizio Pugliesi     |
| 27 | Italia (bandiera) | C     | Nicola Zanini         |
| 27 | Italia (bandiera) | C     | Vincenzo Mazzeo       |
| 28 | Italia (bandiera) | C     | Luca Minopoli         |
| 28 | Italia (bandiera) | C     | Fernando Vitone       |
| 29 | Italia (bandiera) | A     | Gabriele Orsini       |
| 30 | Italia (bandiera) | A     | Fabio Artico          |
| 30 | Italia (bandiera) | A     | Francesco Palmieri    |
| 30 | Italia (bandiera) | C     | Alessandro Giammarino |
| 32 | Italia (bandiera) | A     | Vincenzo Chianese     |
| 33 | Italia (bandiera) | A     | Andrea Virgili        |
| 34 | Italia (bandiera) | C     | Stefano Valente       |
| 37 | Italia (bandiera) | C     | Claudio Bonomi        |
| 67 | Italia (bandiera) | C     | Giuliano Melosi       |

## Risultati

### Serie B

#### Girone di andata
| Arbitro: | Pirrone (Messina) |

|             |           |  |
| Savoldi 14’ | Marcatori |  |

| Arbitro: | Fausti (Milano) |

|            |           |                                            |
| Vukoja 70’ | Marcatori | 18’ Cappellini 44’ Maccarone 90+2’ Barollo |

| Arbitro: | Soffritti (ferrara) |

|                      |           |              |
| D. Fontolan 57’, 89’ | Marcatori | 43’ Giacobbo |

| Arbitro: | Palmieri (Cosenza) |

|             |           |                            |
| Palumbo 66’ | Marcatori | 16’ Lantignotti 53’ Branca |

| Arbitro: | Fausti (Milano) |

|            |           |                  |
| Sturba 68’ | Marcatori | 84’ F. Giampaolo |

| Arbitro: | P. Rossi (Ciampino) |

|             |           |               |
| Gregori 10’ | Marcatori | 37’ Vecchiola |

| Siena 20 ottobre 2000, ore 20:45 7ª giornata | Siena                       | 0 – 0 referto | Pescara | Stadio Artemio Franchi (7454 spett.)\| Arbitro: \| Serena (Bassano del Grappa) \| |
| Arbitro:                                     | Serena (Bassano del Grappa) |               |         |                                                                                   |

| Arbitro: | Palmieri (Cosenza) |

|               |           |               |
| Palladini 64’ | Marcatori | 60’ Francioso |

| Arbitro: | Ayroldi (Molfetta) |

|                |           |                                     |
| Tisci 26’, 38’ | Marcatori | 22’ Parente 53’ M. Vieri 67’ Albino |

| Arbitro: | Cassarà (Palermo) |

|               |           |           |
| Di Napoli 55’ | Marcatori | 45’ Tisci |

| Pescara 12 novembre 2000, ore 15:00 11ª giornata | Pescara            | 0 – 0 referto | Piacenza | Stadio Adriatico (5712 spett.)\| Arbitro: \| Ayroldi (Molfetta) \| |
| Arbitro:                                         | Ayroldi (Molfetta) |               |          |                                                                    |

| Arbitro: | Morganti (Ascoli Piceno) |

|                |           |  |
| Lambertini 88’ | Marcatori |  |

| Arbitro: | Gabriele (Frosinone) |

|  |           |                          |
|  | Marcatori | 28’ (rig.), 83’ Palmieri |

| Arbitro: | Bertini (Arezzo) |

|                         |           |                            |
| Palladini 35’ Sullo 78’ | Marcatori | 62’ Di Michele 76’ Guidoni |

| Arbitro: | Borriello (Mantova) |

|                                                 |           |  |
| Grabbi 28’ (rig.) Borgobello 34’ Adeshina 90+1’ | Marcatori |  |

| Arbitro: | Morganti (Ascoli Piceno) |

|  |           |                                      |
|  | Marcatori | 6’ Fanesi 18’ Bortoluzzi 72’ Murgita |

| Arbitro: | Gabriele (Frosinone) |

|          |           |  |
| Asta 60’ | Marcatori |  |

| Arbitro: | Trefoloni (Siena) |

|                  |           |                          |
| F. Giampaolo 38’ | Marcatori | 30’, 94’ (rig.) Deflorio |

| Arbitro: | Saccani (Mantova) |

|           |           |              |
| Luiso 36’ | Marcatori | 3’ Palladini |

#### Girone di ritorno
| Pescara 28 gennaio 2001, ore 15:00 20ª giornata | Pescara              | 0 – 0 referto | Cosenza | Stadio Adriatico (3458 spett.)\| Arbitro: \| Gabriele (Frosinone) \| |
| Arbitro:                                        | Gabriele (Frosinone) |               |         |                                                                      |

| Arbitro: | Pieri (Genova) |

|                             |           |                        |
| Maccarone 31’ Di Natale 62’ | Marcatori | 68’ (rig.) M. Esposito |

| Pescara 9 febbraio 2001, ore 20:45 22ª giornata | Pescara         | 0 – 0 referto | Cagliari | Stadio Adriatico (2390 spett.)\| Arbitro: \| Cesari (Genova) \| |
| Arbitro:                                        | Cesari (Genova) |               |          |                                                                 |

| Arbitro: | Palmieri (Cosenza) |

|          |           |  |
| Sgrò 80’ | Marcatori |  |

| Arbitro: | Soffritti (Ferrara) |

|                                |           |  |
| Caracciolo 12’ M. Esposito 32’ | Marcatori |  |

| Arbitro: | Braschi (Prato) |

|                          |           |                                            |
| Scapolo 15’ Scarlato 17’ | Marcatori | 38’ Chianese 48’ Galeoto 90+1’ M. Esposito |

| Pescara 11 marzo 2001, ore 15:00 26ª giornata | Pescara                     | 0 – 0 referto | Siena | Stadio Adriatico (4301 spett.)\| Arbitro: \| Serena (Bassano del Grappa) \| |
| Arbitro:                                      | Serena (Bassano del Grappa) |               |       |                                                                             |

| Genova 18 marzo 2001, ore 15:00 27ª giornata | Genoa                        | 0 – 0 referto | Pescara | Stadio Luigi Ferraris (15644 spett.)\| Arbitro: \| Zaltron (Bassano del Grappa) \| |
| Arbitro:                                     | Zaltron (Bassano del Grappa) |               |         |                                                                                    |

| Arbitro: | Saccani (Mantova) |

|                                           |           |                          |
| Montervino 25’ Parlato 75’ M. Vieri 90+3’ | Marcatori | 2’ Zoppetti 4’ Palladini |

| Arbitro: | Bonfrisco (Monza) |

|                            |           |                                       |
| M. Esposito 28’ Mazzeo 50’ | Marcatori | 42’ Bazzani 57’ Maniero 82’ Di Napoli |

| Arbitro: | Trentalange (Torino) |

|                         |           |              |
| Caccia 81’ Rastelli 85’ | Marcatori | 45+2’ Mazzeo |

| Arbitro: | Dondarini (Finale Emilia) |

|  |           |            |
|  | Marcatori | 65’ Baiano |

| Arbitro: | Saccani (Mantova) |

|  |           |                            |
|  | Marcatori | 19’ Corradi 74’ F. Cossato |

| Arbitro: | Bonfrisco (Monza) |

|                                       |           |                  |
| Olivi 21’ Di Michele 27’ Moscardi 79’ | Marcatori | 29’ F. Giampaolo |

| Arbitro: | Soffritti (Ferrara) |

|             |           |                       |
| Giacobbo 7’ | Marcatori | 64’, 74’, 90’ Miccoli |

| Arbitro: | Morganti (Ascoli Piceno) |

|            |           |  |
| Rocchi 85’ | Marcatori |  |

| Arbitro: | P. Rossi (Roma) |

|  |           |               |
|  | Marcatori | 26’ Artistico |

| Arbitro: | Morganti (Ascoli Piceno) |

|                   |           |  |
| Deflorio 16’, 65’ | Marcatori |  |

| Arbitro: | Palmieri (Cosenza) |

|                                 |           |                      |
| Palladini 53’ Romano 81’ (rig.) | Marcatori | 17’ Flachi 59’ Luiso |

### Coppa Italia

#### Fase a gironi gruppo 6
| Arbitro: | Gabriele (Frosinone) |

|            |           |             |
| Artico 49’ | Marcatori | 74’ Maniero |

| Arbitro: | Pieri (Genova) |

|                              |           |                            |
| Tiribocchi 41’ Arcadio 45+3’ | Marcatori | 47’ F. Giampaolo 70’ Tisci |

| Arbitro: | Paparesta (Bari) |

|                                |           |                                         |
| Fresta 17’, 78’ Puccinelli 36’ | Marcatori | 21’, 45+1’ Tisci 65’ Vukoja 86’ Rachini |

## Statistiche

### Statistiche di squadra
| Competizione | Punti  | In casa | In casa | In casa | In casa | In casa | In casa | In trasferta | In trasferta | In trasferta | In trasferta | In trasferta | In trasferta | Totale | Totale | Totale | Totale | Totale | Totale | DR  |
| Competizione | Punti  | G       | V       | N       | P       | Gf      | Gs      | G            | V            | N            | P            | Gf           | Gs           | G      | V      | N      | P      | Gf     | Gs     | DR  |
| ------------ | ------ | ------- | ------- | ------- | ------- | ------- | ------- | ------------ | ------------ | ------------ | ------------ | ------------ | ------------ | ------ | ------ | ------ | ------ | ------ | ------ | --- |
| Serie B      | 22     | 19      | 1       | 8       | 10      | 16      | 29      | 19           | 2            | 5            | 12           | 14           | 27           | 38     | 3      | 13     | 22     | 30     | 56     | -26 |
| Coppa Italia | Gironi | 1       | 0       | 1       | 0       | 1       | 1       | 2            | 1            | 1            | 0            | 6            | 5            | 3      | 1      | 2      | 0      | 7      | 6      | +1  |
| Totale       | 22     | 20      | 1       | 9       | 10      | 17      | 30      | 21           | 3            | 6            | 12           | 20           | 32           | 41     | 4      | 15     | 22     | 37     | 62     | -25 |

### Andamento in campionato
| Giornata  | 1  | 2  | 3  | 4  | 5  | 6  | 7  | 8  | 9  | 10 | 11 | 12 | 13 | 14 | 15 | 16 | 17 | 18 | 19 | 20 | 21 | 22 | 23 | 24 | 25 | 26 | 27 | 28 | 29 | 30 | 31 | 32 | 33 | 34 | 35 | 36 | 37 | 38 |
| --------- | -- | -- | -- | -- | -- | -- | -- | -- | -- | -- | -- | -- | -- | -- | -- | -- | -- | -- | -- | -- | -- | -- | -- | -- | -- | -- | -- | -- | -- | -- | -- | -- | -- | -- | -- | -- | -- | -- |
| Luogo     | T  | C  | T  | C  | T  | C  | T  | C  | C  | T  | C  | T  | T  | C  | T  | C  | T  | C  | T  | C  | T  | C  | T  | C  | T  | C  | T  | T  | C  | T  | C  | C  | T  | C  | T  | C  | T  | C  |
| Risultato | P  | P  | P  | P  | N  | N  | N  | N  | P  | N  | N  | P  | V  | N  | P  | P  | P  | P  | N  | N  | P  | N  | P  | V  | V  | N  | N  | P  | P  | P  | P  | P  | P  | P  | P  | P  | P  | N  |
| Posizione | 15 | 20 | 20 | 20 | 20 | 20 | 20 | 19 | 20 | 19 | 19 | 19 | 19 | 19 | 19 | 20 | 20 | 20 | 19 | 19 | 19 | 19 | 20 | 20 | 18 | 19 | 19 | 19 | 19 | 20 | 20 | 20 | 20 | 20 | 20 | 20 | 20 | 20 |

Fonte:  Serie B, su calcio.com.
Legenda:

Luogo: C = Casa; T = Trasferta. Risultato: V = Vittoria; N = Pareggio; P = Sconfitta.